# Barnabé Guimard
Pour les articles homonymes, voir Guimard.
Barnabé Guimard (ou Gilles Barnabé Guymard de Larabe), né à Amboise (département d'Indre-et-Loire en France) le 11 juin 1739 et décédé à Mosnes le 21 septembre 1805 , est un architecte néo-classique français actif au XVIIIe siècle principalement dans les Pays-Bas autrichiens (qui correspondent partiellement à la Belgique actuelle).

## Biographie
Né à Amboise, fils de François (dit aussi François Simon) Guimard, seigneur du Sauvage, chevalier comte de l’ordre de Saint-Jean,[réf. nécessaire] ancien conseiller en l'université de Poitiers et avocat en parlement et d'Anne Elisabeth Boisgaultier, ses parents sont déjà séparés en 1745. Tandis que son père réside désormais à Paris, sa mère demeure à Mosnes. 
Guimard suit des cours à l'Académie royale d'architecture à Paris auprès de Jacques François Blondel. Après avoir tenté en vain le grand prix d'architecture, il s'installe à Bruxelles en 1761 et travaille au "Bureau des ouvrages" sous la direction de Jean Faulte, l'architecte du prince Charles-Alexandre de Lorraine et collabore à l'élaboration des plans son palais. Il reçoit également des commandes privées telles que la réalisation du catafalque de François Ier et la réalisation d'une fontaine avec un obélisque près de l'église de la Chapelle. En 1768 il réalise des dessins et des relevés de l'ancien palais du Coudenberg . Son nom est indissolublement lié à une page de l'urbanisme bruxellois car il dirige de 1776 à 1782 les travaux de construction du vaste ensemble néoclassique constitué par la place Royale de Bruxelles et les abords du Parc de Bruxelles, sur des plans dressés par Jean-Benoît-Vincent Barré. Afin de mener à bien la réalisation du Parc, il s'adjoint le concours du paysagiste Joachim Zinner.
Après son départ de Bruxelles en 1786, il retourne dans sa région natale (Indre-et-Loire). Il enseigne l'architecture à l'École Centrale de Tours en 1795. L'année suivante les autorités françaises lui demandent de rédiger un rapport sur la valeur artistique des lieux de culte de sa région. Il tombe ensuite dans un relatif anonymat . Il termine ses jours à Mosnes (Indre-et-Loire).

## Réalisations
- 1776-1787 : façade de l'église Saint-Jacques-sur-Coudenberg, place Royale, sur des plans de Barré

- 1776 : ancien hôtel Bellevue, actuel Musée BELvue, place des Palais 7

- 1776-1777 : Hôtels de Coudenberg, actuel siège de la Cour constitutionnelle (ancienne cour d'arbitrage), place Royale 7

- 1776-1781 : Palais du comte de Flandre, actuel siège de la Cour des Comptes, rue de la Régence 2

- 1777 : Hôtel de Ligne[9] (actuel siège du Parlement de la Communauté française de Belgique), rue Royale 72

- 1778-1783 : Palais du Conseil souverain de Brabant, actuellement Palais de la Nation, siège du Parlement fédéral belge

- 1779-1782 : Hôtel Errera[10],[9], rue Royale 14

- 1780 : Hôtel des Brasseurs, dit Hôtel Gresham, place Royale 3

- 1785-1786 : Château de Wannegem-Lede, en province de Flandre-Orientale.

En outre, on lui attribue la rénovation du château de Middelheim (Anvers) vers 1784-1786.

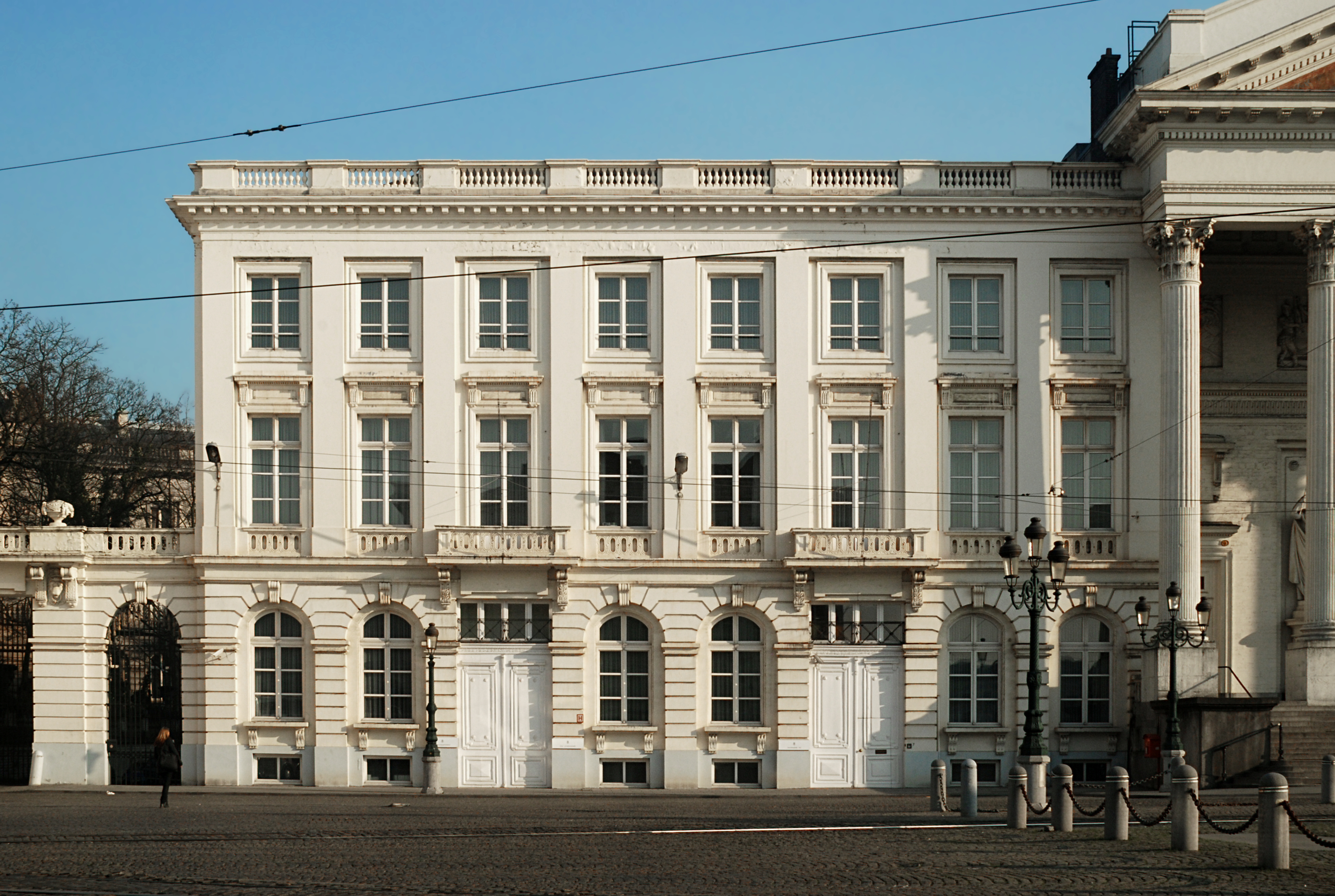
Hôtels de Coudenberg.
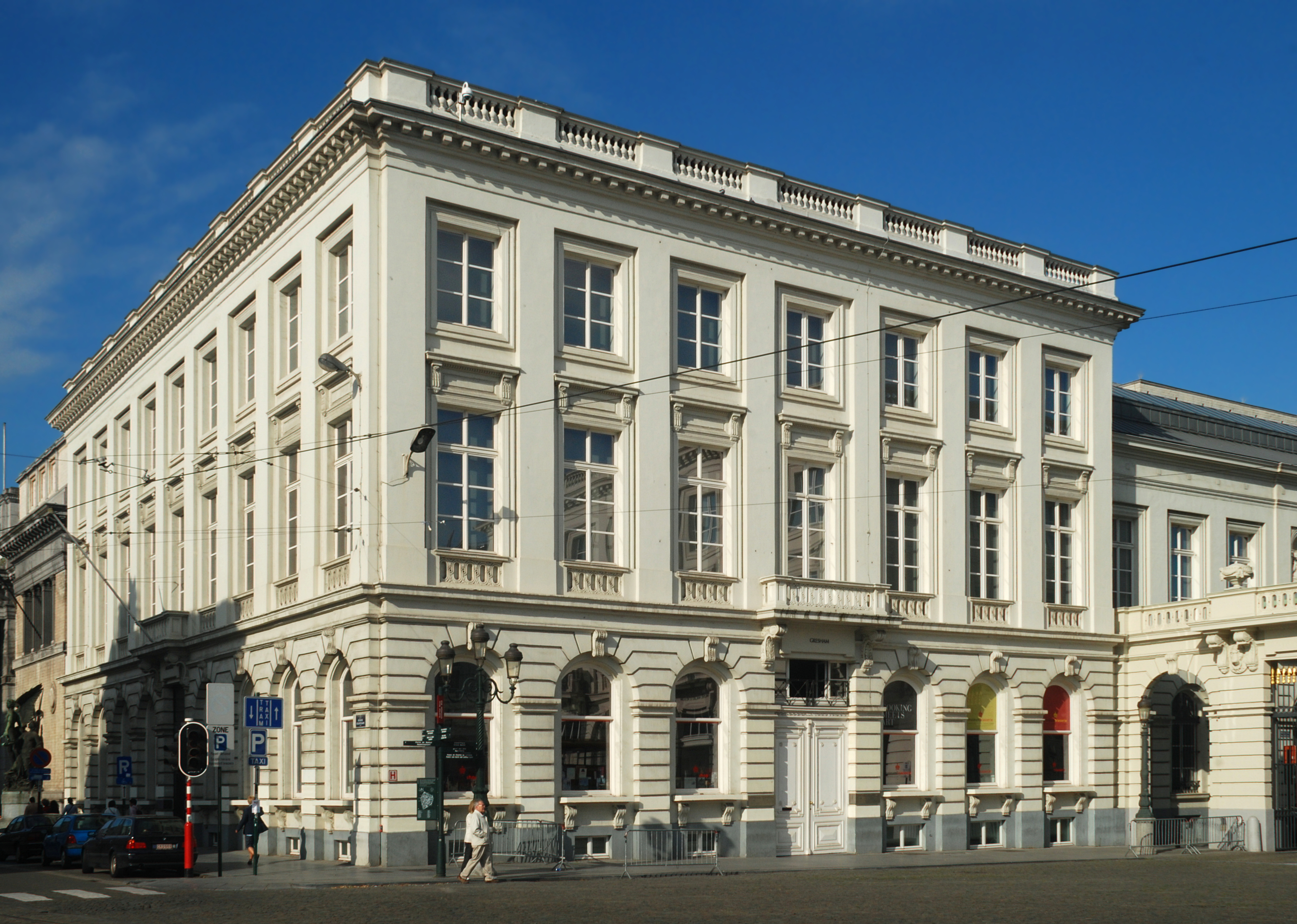
Hôtel des Brasseurs.
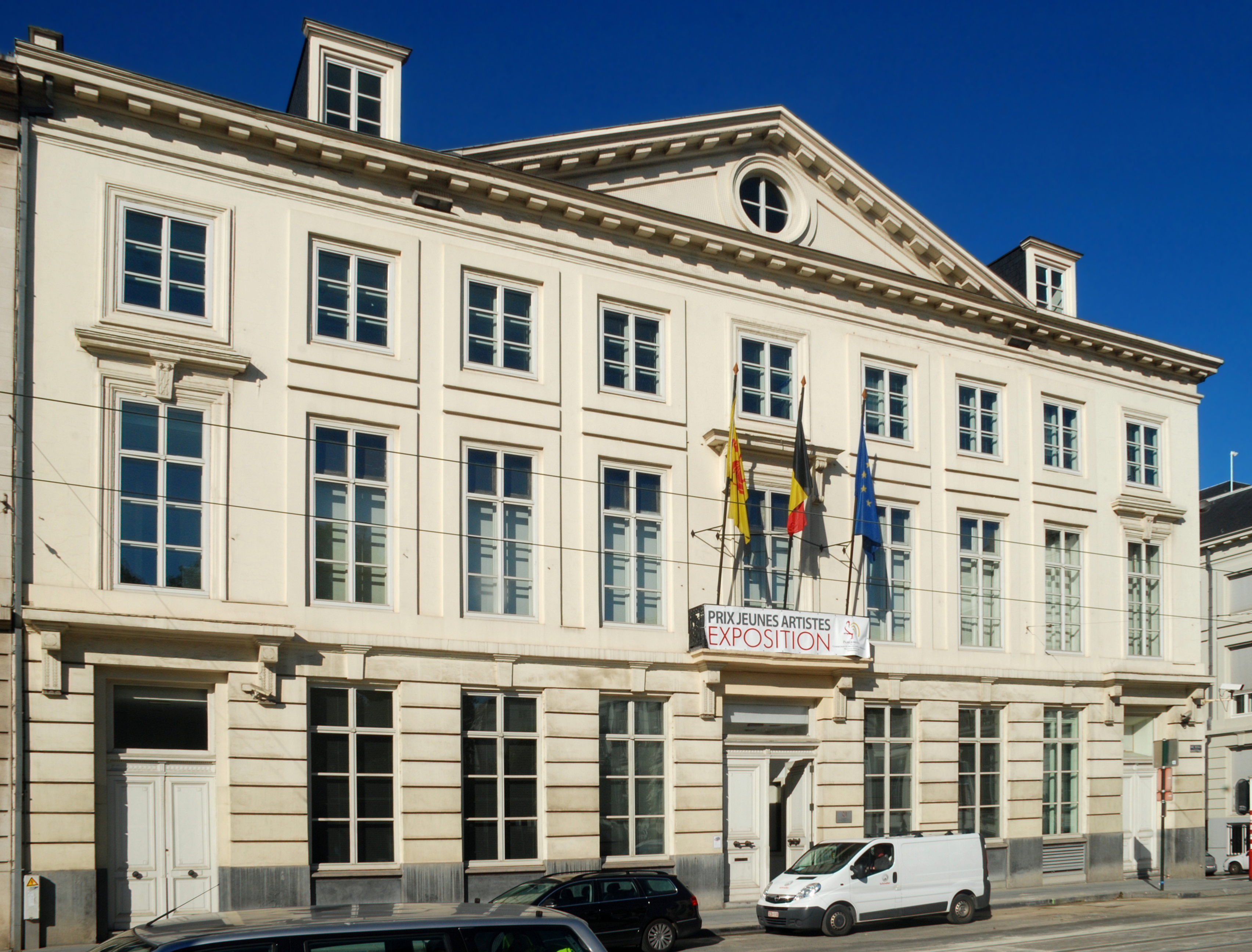
Hôtel de Ligne.